# Mika (cantor)
Michael Holbrook Penniman Jr. (em árabe: مايكل هولبروك بينيمان جونيور; nascido em Beirute, Líbano, em 18 de agosto de 1983), mais conhecido como Mika (em árabe: ميكا), é um cantor, compositor, produtor musical e ator britânico-libanês.
Já vendeu mais de dez milhões de álbuns ao redor do mundo e foi indicado ao Grammy Awards em 2008. Seu hit "Grace Kelly" é um dos mais lembrados ao redor do mundo na década de 2000 e seu primeiro álbum, Life in Cartoon Motion, foi incluído na lista dos grandes Best Selling Albums de 2007.
Em 2007, Michael encabeçou a lista dos artistas mais baixados pela loja virtual iTunes.

## Biografia
Nasceu na capital do Líbano, de pais norte-americanos. Seu pai era banqueiro e diplomata e sua mãe, uma dona de casa de origem libanesa e síria, sendo o filho do meio dentre cinco irmãos, Mika e a família viram-se obrigados a sair do Oriente Médio devido à Guerra Civil Libanesa e partiram para Paris pelo Chipre quando ele tinha apenas um ano de idade. Mudaram-se, novamente, desta vez para Londres, aos seus nove anos, após seu pai ter sido sequestrado no Kuwait durante a Guerra do Golfo.
Em Londres, frequentou inicialmente o Lycée Français Charles de Gaulle, no entanto, devido ao seu problema de dislexia, foi vítima de bullying por parte dos professores e também de maus-tratos por parte dos seus colegas e esse fato que o levou a mudar para um outro colégio no futuro.
Devido à grande variedade de influências musicais que recebeu em toda a sua vida, Mika tem hoje um repertório que se pode definir como uma mistura de todas essas influências. Desde Prince e Metallica, à música clássica que conheceu na ópera, mas também com influências árabes.
No entanto, o que mais encanta das características de Mika é a sua voz, muito comparada a do grande cantor Freddie Mercury. Excêntrico em palco e com um ritmo dançante leva o público ao delírio quando aplica tons mais altos e agudos na sua voz.
Durante cinco anos tentou entrar no mercado da música. Com um estilo arrojado bem diferente de tudo o que hoje em dia se vende, Mika foi por várias vezes rejeitado pelas gravadoras. Essa relação não tão boa com as editoras o inspirou a escrever a letra de "Grace Kelly", o seu primeiro grande single de divulgação onde ele critica a editora britânica à qual estava ligado, pelo fato desta, segundo ele, o querer a todo o custo moldado para um estilo mais comercial.
Cantando desde temas melodramáticos a ironias divertidas, as suas letras cantam a vida pelo seu lado mais comum ao contrário da maioria que segundo ele só cantam histórias de amor com meninas ricas e bonitas que andam em bons carros.
O cantor também tem suas letras comparadas a da cantora Lily Allen por causa do humor e duplos sentidos presentes em seu repertório.

## Carreira

### 2006—2008: Primeiro disco e fama mundial

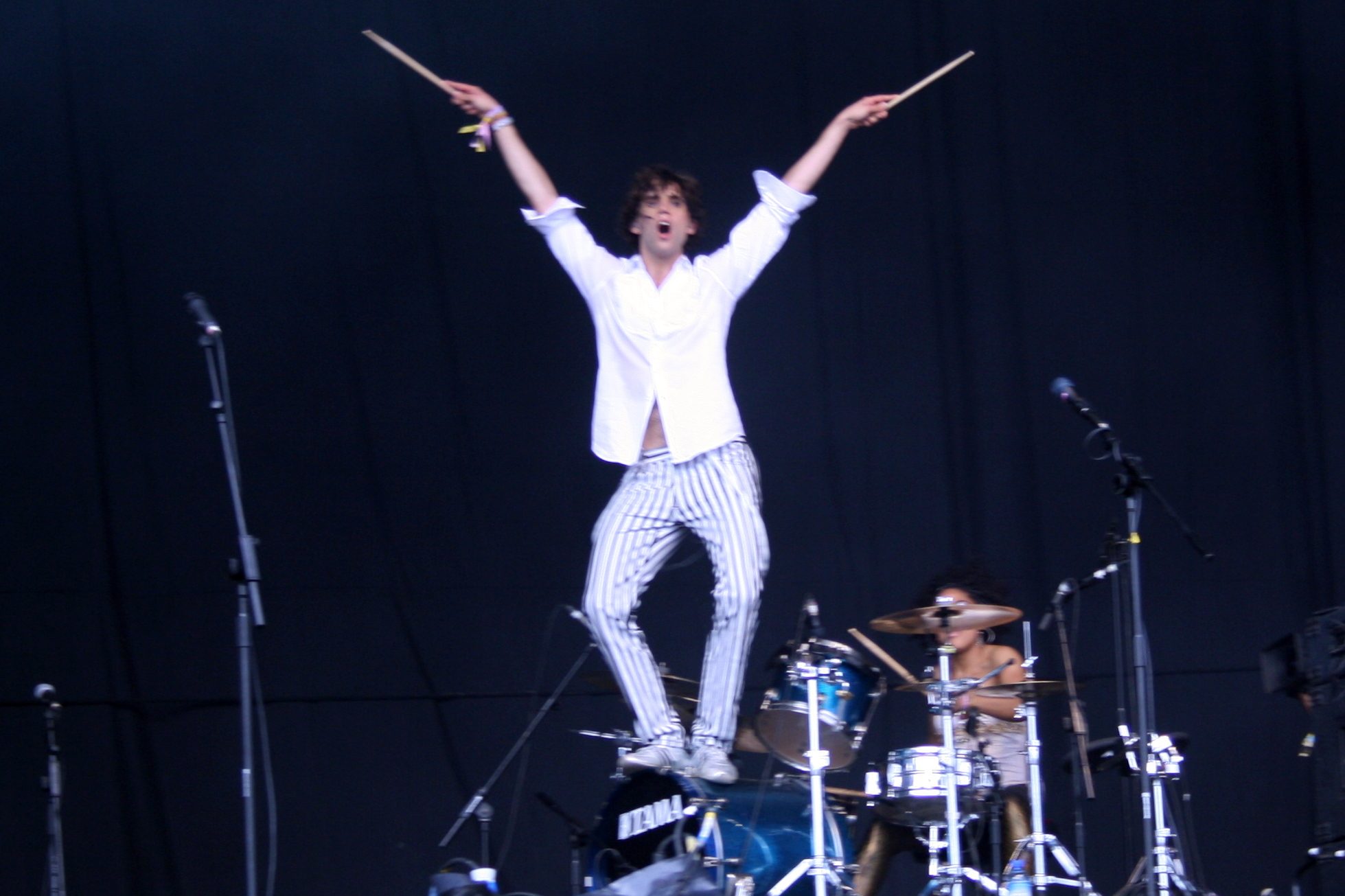
Mika no Glastonbury Festival, em 2007

Seu contato com a música começou cedo. Aos onze anos já gravava publicidade e participou de uma ópera chamada Die Frau ohne Schatten de Richard Strauss. Quando criança, Mika foi treinado por Alla Ardakov (Ablaberdyeva) uma ópera russa profissional, e mais tarde participou no Royal College of Music em Londres.
Sua estreia na rádio foi em Dermot O'Leary BBC Radio 2, o show ocorreu em setembro de 2006 e mais tarde com Jools Holland e The Friday Night Project em 19 de janeiro de 2007.
Seu primeiro single foi "Relax, Take It Easy" ganhando assim um remix pela BBC Radio 1 do Reino Unido. Dodgy The Holiday EP também está disponível para download. Sua canção "Billy Brown" estava disponível para download gratuito por uma semana na iTunes Store.
A sua gravadora, Universal Music lançou seu single "Grace Kelly" em download digital de 8 de janeiro de 2007 alcançando o número #1 na UK Singles em 21 de janeiro de 2007. O CD foi produzido e mixado por Greg Wells em Los Angeles com três canções coproduzidas por Jodi Marr e John Merchant que produziu as canções originais dando-lhe assim seu contrato com a Universal.
O seu álbum de estreia chamado Life in Cartoon Motion foi lançado em 5 de fevereiro de 2007 e lhe rendeu várias comparações com artistas como Freddie Mercury, Scissor Sisters, Elton John, Prince, Robbie Williams e David Bowie. Life in Cartoon Motion vendeu mais de 7.0 milhões de cópias ao redor do mundo.
Ele foi o primeiro ato musical para o The Tonight Show com Jay Leno em 26 de março de 2007 e 14 de fevereiro de 2008 e de Jimmy Kimmel Live, em 27 de março de 2007. Também se apresentou ao vivo em So You Think You Can Dance em 26 de julho 2007.

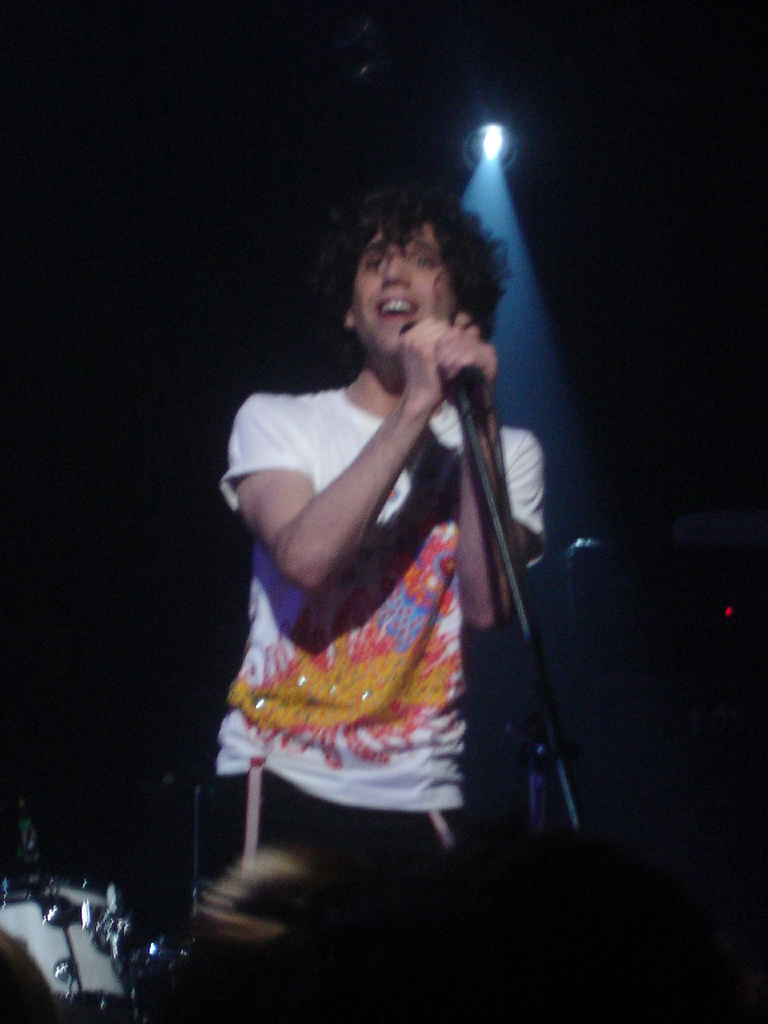
Mika se apresentando, em 2007

Mika fez turnê pelos Estados Unidos em junho de 2007, com o apoio de Sara Bareilles e Lesz Natalia. Em 10 de outubro de 2007, Mika começou sua Dodgy Holiday Tour, tocando em vários pontos da Europa. Em 17 de novembro de 2007, Mika começou a sua turnê pelo Reino Unido com o apoio do Palladium. A parte norte-americana de sua turnê começou em janeiro de 2008, com apoio do The Midway State e Creature e continuou até fevereiro, com escala em Los Angeles para o 50th Grammy Awards.
Seu primeiro álbum, Life in Cartoon Motion, versa sobre amadurecimento e lida com a sua transição da infância para o presente, embora tenha afirmado que nem todas as canções são autobiográficas. Suas canções frequentemente tratam de temas difíceis. Por exemplo, em Big Girl (You Are Beautiful) o tema das mulheres que sofrem maior discriminação é explorada. Mika disse que o fato de que sua mãe era uma mulher grande, e que tinha visto os preconceitos contra ela, ajudou a escrever a canção. Em outro exemplo de lidar com o assunto mais difícil, na canção Billy Brown, Mika escreve sobre um homem casado que tem um caso homossexual.
Em 20 de fevereiro de 2008, Mika abriu o Brit Awards 2008 com uma performance ao vivo de Love Today, Grace Kelly e um dueto de Standing in the Way of Control com Beth Ditto. Ele foi mais tarde receber o Brit Awards para "Melhor Artista Revelação Britânico".
Mika alegadamente escreve canções para outros músicos sob diferentes nomes, na maioria das vezes pelo nome "Alice".

### 2009—2010: Segundo disco da carreira e trilha sonora de Kick Ass

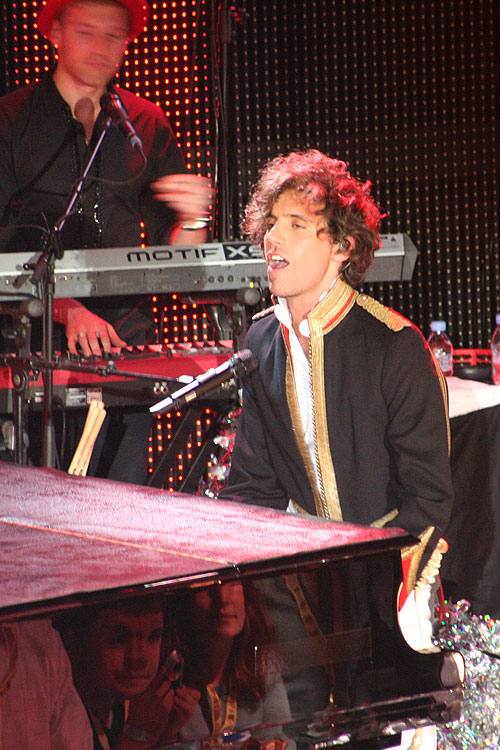
Mika na Bélgica, em 2009

No dia 15 de abril de 2009, Mika surpreendeu os seus admiradores com um concerto surpresa em Los Angeles. Foram apresentadas quatro canções inéditas (Blame It On The Girls, Good Gone Girl, Toy Boy e Blue Eyes) sendo essa primeira um dos seus mais novos singles que a princípio iriam constar no repertório do seu novo mais álbum a ser lançado em setembro primeiramente chamado de "We Are Golden". Em julho o primeiro single "We Are Golden" do álbum foi disponibilizado na internet juntamente com o videoclipe da canção. No dia 6 de agosto o título do álbum foi trocado para The Boy Who Knew Too Much tendo assim um terceiro single chamado Rain.
Antes do lançamento de seu segundo álbum de estúdio, Mika lançou uma edição limitada chamado Songs for Sorrow EP, em 8 de junho de 2009. O EP inclui 4 faixas e um livro de 68 páginas com letras e interpretações ilustrado exclusiva de cada canção por alguns dos artistas favoritos de Mika. A canção Blue Eyes foi usada para promover o EP, e foi listada na BBC Radio 2.
O segundo álbum de estúdio do Mika, The Boy Who Knew Too Much, foi lançado em 21 de setembro de 2009. Mika gravou a maior parte do álbum em Los Angeles com o produtor e músico Greg Wells, que também produziu seu primeiro álbum Life in Cartoon Motion. O álbum foi descrito como lidar com Mika nos seus anos de adolescência, em um sentido é uma espécie de segunda parte do seu primeiro álbum.
O primeiro single do álbum We Are Golden, fez sua estreia de rádio no Reino Unido em 20 de julho de 2009, na BBC Radio 2 e foi lançado para download em 6 de setembro de 2009, com o lançamento físico seguinte em 7 de setembro 2009. O single estreou na posição #4 no UK Singles Chart em 13 de setembro de 2009. A turnê promocional do single consiste de performances ao vivo no iTunes Festival 2009, no The Roundhouse, em Camden, Londres e em Friday Night with Jonathan Ross em setembro de 2009. Foi relatado que Mika gastou £ 25 000 em bebidas depois de convidar os fãs a se juntarem a ele em seu pub local via Twitter em 7 de setembro de 2009, para comemorar o lançamento de seu single.
Blame It On The Girls foi lançado como o segundo single no E.U.A. e Japão. Rain é o segundo single no Reino Unido, que foi lançado em 23 de novembro. Foi confirmado que "Blame It On The Girls" será o terceiro single no Reino Unido e será lançado no dia 15 de fevereiro de 2010. Sua turnê americana consistia em performances ao vivo no Good Morning America em Nova York, em 25 de setembro de 2009 e do Late Show com David Letterman em 14 de outubro de 2009.
Em 30 de novembro de 2009, Mika cantou "Let It Snow", em um dueto com a pop star japonesa Hikaru Utada.
Em 2010 lançou um single para a trilha sonora de "Kick Ass", com o mesmo nome do filme. O videoclipe de "Kick Ass" pôde ser visto no Brasil entre os meses de julho e setembro no canal Vh1 Mega Hits.

### 2011—2012: Terceiro disco de estúdio

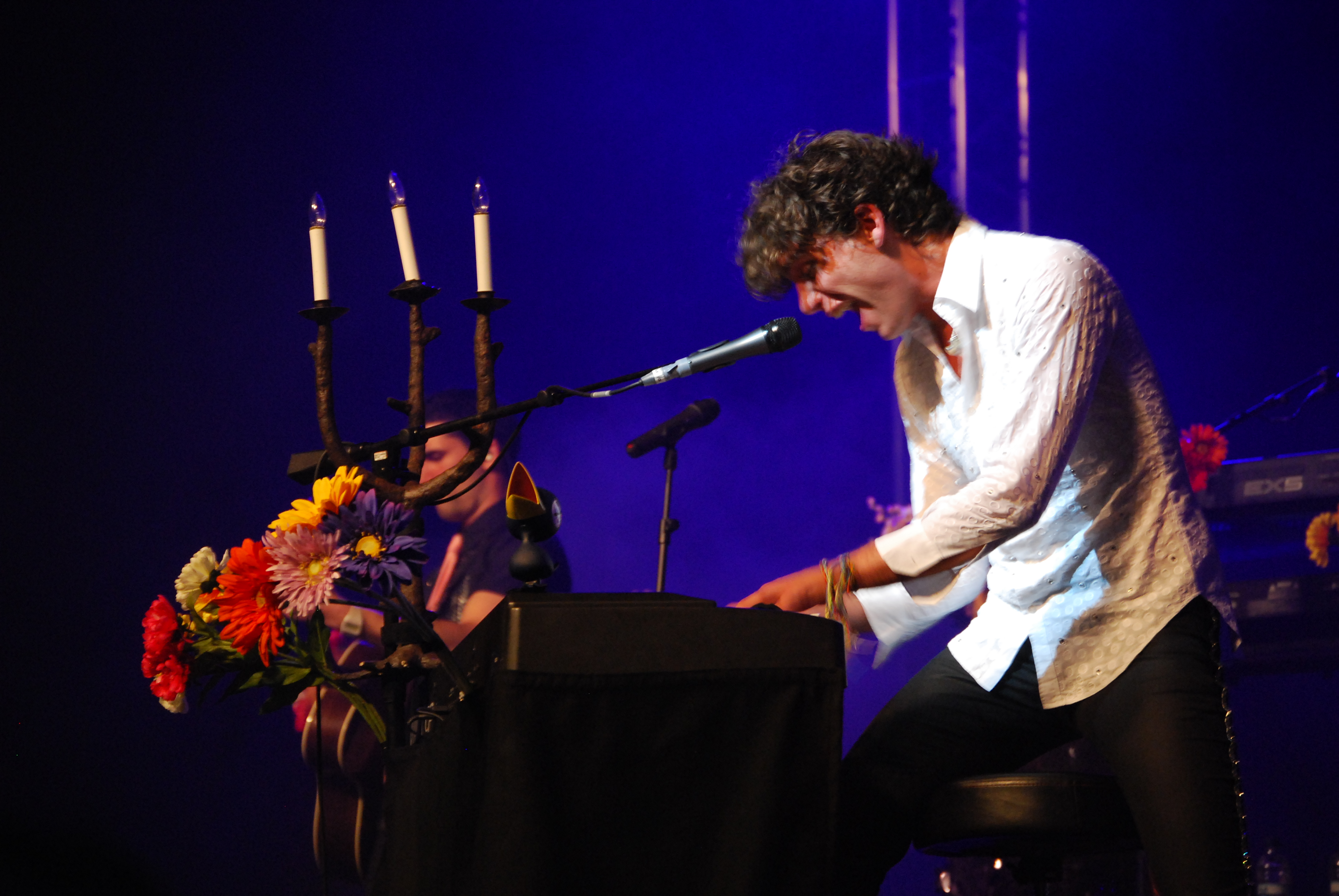
Mika apresentando o The X Factor Italiano

No início de 2011 Mika anunciou um novo CD e em julho disse que o nome do mesmo seria The Origin Of Love. Sabe-se até o momento que o CD contará com somente canções em francês, porém, os boatos de que todas as 13 faixas do CD são em francês não foram confirmados pelo cantor. Ao longo do ano foram apresentadas ao público, em shows, algumas canções novas, dentre elas, Elle me dit, o primeiro single do CD, sendo em francês, e tendo uma versão em inglês. O single está no primeiro lugar das paradas francesas por mais de duas semanas seguidas e o sucesso da mesma é evidente. O videoclipe oficial já foi lançado, e o mesmo não conta com a participação do cantor. Outras canções já foram apresentadas, são elas: - Karen (82 Rue Des Martyes): em francês, a canção fala sobre a vida de uma mulher (Karen), que vive em Paris e canta num bar chamado Bistro 82. Ao que tudo indica, a personagem é verídica, assim como o bar Bistro 82. - Blame It On The Weather: em inglês; trata-se de um dueto com a cantora Ida Falk Winland (que está presente em várias outras canções de Mika, além de ter estudado com ele na Royal College Of Music). - Underwater: também em inglês é a mais atual canção lançada. Foi tocada apenas em seu último show, na Coreia, no dia 20 de setembro de 2011.
Seu terceiro álbum The Origin of Love foi lançado no ano de 2012 com destaques para Popular Song e Underwater.

### 2013: Jurado de programa, campanha publicitária, compilação de hits e envolvimento com moda
Nesse ano Mika entrou para o painel de jurados do programa The X Factor Italy durante toda a temporada que vai de outubro a dezembro de 2013. O cantor está muito animado com a oportunidade e considera um desafio. Ele disse: “A Itália sempre teve um grande significado para mim, tenho ótimas lembranças de férias no país e também o grande amor e apoio que recebo sempre que chego”.
Em 2013 Mika lançou a canção Live Your Life que foi feita para a campanha publicitária da marca de cerveja espanhola "San Miguel" e foi inspirada na banda Delafé y las Flores Azules. A canção sendo somente lançada na Espanha atingiu o topo do iTunes e nas primeiras 24 horas o single conseguiu subir ao pódio da tabela geral da Amazon, ficando em terceiro lugar das mais vendidas. Porém mesmo com tais feitos a música no entanto não se encontra em nenhum de seus álbuns de estúdio.
No mesmo ano foi lançado o seu "Songbook Vol. 1" que reuniu alguns dos grandes sucessos de Mika como "Grace Kelly", "We Are Golden" e "Popular Song" com a cantora Ariana Grande entre outros.
Ainda nesse ano, Mika foi chamado para participar do programa de talentos The Voice da França substituindo assim Louis Bertignac, até então mentor do programa.
Em maio de 2013 o cantor também lançou sua própria coleção "Mika for JBC" de roupas em contrato com a marca JBC.

### 2014: Relógios,X-Factor Itália e quarto álbum
Juntamente com sua irmã, Yasmine, no ano de 2014 Mika se junta a Swatch e cria seu relógio, tornando-se um sucesso de vendas em toda a Europa, chamado "Kukulakuku". O cantor revelou recentemente a revista ITS que pretende criar uma joia, como um pingente ainda em parceria com a marca juntamente com sua família.
Apesar de ter apresentado o The Voice France, no ano de 2014 Mika também apresentou o programa The X-Factor Itália.
Em 2014 o cantor confirmou em sua pagina oficial no Twitter que está produzindo seu mais novo CD e quarto álbum de estúdio de sua carreira e que vai se dedicar ao mesmo até o mês de outubro, podendo assim o álbum ser lançado ainda no mesmo ano.
No mesmo ano revelou ao jornal Metronews que passou dois meses em Los Angeles e agora Londres, produzindo novas canções em uma casa onde o mesmo construiu um estúdio. A maioria das canções do álbum vão ser em inglês e algumas em francês. As faixas falam sobre amor, vida, dinheiro e frustrações assim como alguns temas políticos.
O primeiro single do seu quarto álbum de estúdio previsto para final de 2014 e começo de 2015 é revelado e se chama "Boum Boum Boum" sendo assim lançado primeiramente em 11 de junho do mesmo ano.
O artista revelou em entrevista a revista italiana SETTE, outubro 2014, que há uma canção chamada "All She Wants Is Another Son” que é sobre uma mãe que obriga o filho a se casar com uma namorada. O refrão segundo o mesmo tem os seguintes versos:" All she wants is another son / all she wants is another simple solution / for my mother delusion. Get some adorable pictures done / for her mother in Lebanon".
Mika confirmou que o CD será algo pessoal e não terá canções somente em francês mas canção em inglês também.

### 2015: Apresentações com orquestras sinfônicas em Montreal e lançamento de novo álbum
Já no começo de 2014, Mika revelou que vai atuar com a Orquestra Sinfônica de Montreal no ano de 2015 situada no Palácio das Artes no Canadá (sede da OSM).
No dia 11 de dezembro de 2014 Mika publicou em seu canal oficial no YouTube um medley de "Good Guys" a sua nova canção com Happy Ending com venda no iTunes, a faixa estará em seu quarto álbum de estúdio confirmado para a primavera da Europa.

## Polêmicas
Em 2012, um pouco antes do lançamento do seu mais novo álbum Mika assumiu publicamente sua orientação sexual:
| “ | Se você me perguntar se sou gay eu diria que sim. Essas canções são sobre meus relacionamentos com um homem? Eu diria que sim. E foi somente através da minha música que eu encontrei forças para me sentir bem com minha sexualidade, muito além do contexto das minhas letras. Essa é minha vida real! | ” |

O cantor ainda revelou ter escrito uma faixa para o seu novo CD, mas o produtor William Orbit mostrou para a cantora Madonna sem a sua permissão. Mesmo a canção tendo entrado para o álbum, Mika revelou que nunca esteve em estúdio com Madonna e que também não foi perguntado sobre como a canção ficaria, afirmando que Madonna não perguntou sobre sua opinião, causando assim uma grande polêmica em sites especializados de musica.

## Turnês

### Mika no Brasil
Mika veio pela primeira vez ao Brasil, no ano de 2010, sendo um artista convidado a participar do Festival Planeta Terra. O show ocorreu em 19 de novembro de 2010. Mika disse em entrevista, que ficou emocionado ao ver que o público conhecia suas canções. Apesar ter sido uma participação pequena, que contou com canções de ambos álbuns de Mika (Life in Cartoon Motion e The Boy Who Knew Too Much), o show foi considerado um dos melhores de toda a noite, e por muitos sites com da Revista Veja, o melhor.
Dois meses após o show, foi publicado no site Globo uma possível entrevista na qual dizia que Mika estava passando uma pausa entre a turnê e a gravação de seu novo CD, The Origin Of Love, no Brasil e que Mika havia cogitado comprar um apartamento no Rio de Janeiro.

### Mika em Portugal
Mika actuou pela primeira vez em Portugal no dia 10 de julho de 2008, no festival Super Bock Super Rock - Lisboa. O espectáculo foi transformado numa super festa com direito a palhaços, big girls, lollipop girls, e Mika a falar num português fluente. A crítica ao concerto foi muito positiva, citando o artista como Furacão Mika, Super Bock Super Mika e Mika salvou a noite.
A 11 de maio de 2010, Mika regressou a Portugal, para um concerto em nome próprio no Campo Pequeno, em Lisboa. Um espectáculo marcado por uma grande surpresa, que o clube de fãs, Mikalândia, em parceria com a TMN e a promotora Música no Coração, prepararam para o Mika. Na canção "Rain", o público presente levantou no ar um coração dourado, deixando o Mika muito emocionado. Na canção "We Are Golden", os corações voltaram a surgir, acompanhados de uma faixa gigante na primeira fila com a mensagem "Thank You For This Golden Night".
Três meses depois, a 7 de agosto, Portugal volta a receber Mika, na Zambujeira do Mar, no Festival Sudoeste, onde, mais uma vez, 35 000 corações dourados, e uma pequena largada de balões, surpreenderam o cantor.
A 25 de outubro do mesmo ano, voltou a Portugal para a Festa das Latas em Coimbra. Um evento acadêmico, com muitos anos de tradição, e do qual Mika foi cabeça de cartaz. O concerto foi um verdadeiro sucesso.
Michael atuou no dia 16 de julho de 2011 em Vila Nova de Gaia, no festival Marés Vivas TMN, e o concerto foi, mais uma vez, um grande sucesso.
Em 4 de agosto de 2012 MIKA subiu ao palco na ExpoFacic em Cantanhede. Foi mais uma vez um concerto memorável, aonde o cantor mostrou todo o seu esplendor em palco e surpreendeu o público com algumas frases em português.
Mika voltou pela 7ª vez a Portugal no dia 20 de maio de 2016 para o Festival Rock in Rio Lisboa.

### Vida pessoal

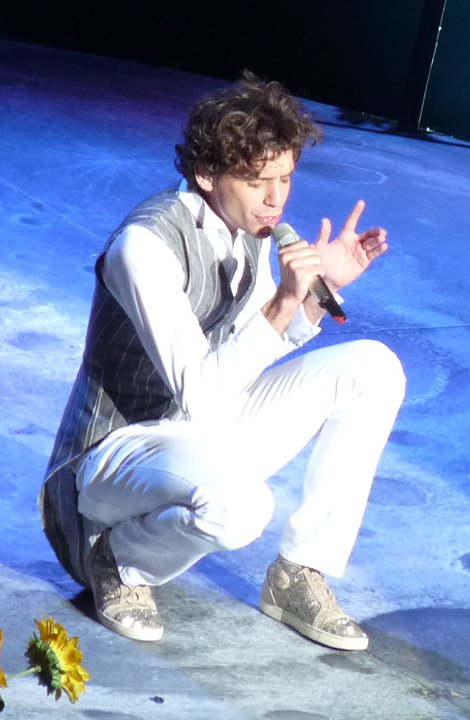

Mika vem de uma família de cinco filhos. Tem dias irmãs mais velhas, um irmão e uma irmã mais nova, Yasmine, Paloma, Zuleika e Fortuné. Sua irmã Yasmine é designer, sob o pseudônimo DaWack, trabalhou com ele nos desenhos das capas do seu álbum Life in Cartoon Motion, e hoje trabalha com moda. Seu irmão Fortuné é arquiteto.
O artista também fala francês fluentemente. Em uma entrevista em 28 de setembro de 2009, no The Chris Moyles Show da BBC Radio 1, ele comentou que estudou mandarim por 9 anos, mas não falava muito bem, dizendo também que três irmãos falam fluentemente.
Devido a sua personalidade extravagante, havia muitos boatos de que Mika poderia ser gay. Em resposta às especulações da imprensa sobre este tema, ele havia dito que nunca falo sobre nada que tenha a ver com a sua sexualidade, que não via necessidade para isso, mas que as pessoas lhe perguntavam o tempo todo. Ele negou as acusações de que ele está aproveitando de queerbaiting a fim de atrair o mercado dos EUA.
Em uma entrevista em setembro de 2009 para a revista Gay & Night, Mika comentou sobre sua sexualidade: “Eu nunca me sinto marcado. Mas tendo dito isso, eu nunca me limitei a minha vida, eu nunca limito com quem eu durmo. Chame-me de o que quiser. Me chame de bissexual, se você precisar de um rótulo para mim. Você deve ser tão livre quando você queira.”
No ano de 2010, sua irmã Paloma caiu da janela de seu apartamento em Londres, ficando presa nas grades de proteção do prédio. Paloma passou alguns meses internada no Royal Hospital, mas recebeu alta. Mika recentemente falou através das redes sociais que Paloma estava bem e que conseguia caminhar.
Em 2012, o cantor assumiu sua homossexualidade em uma entrevista a uma revista norte-americana.

## Discografia
Álbuns
- Life in Cartoon Motion (2007)
- The Boy Who Knew Too Much (2009)
- The Origin of Love (2012)
- No Place in Heaven (2015)
- My Name is Michael Holbrook (2019)